# Levina Teerlinc

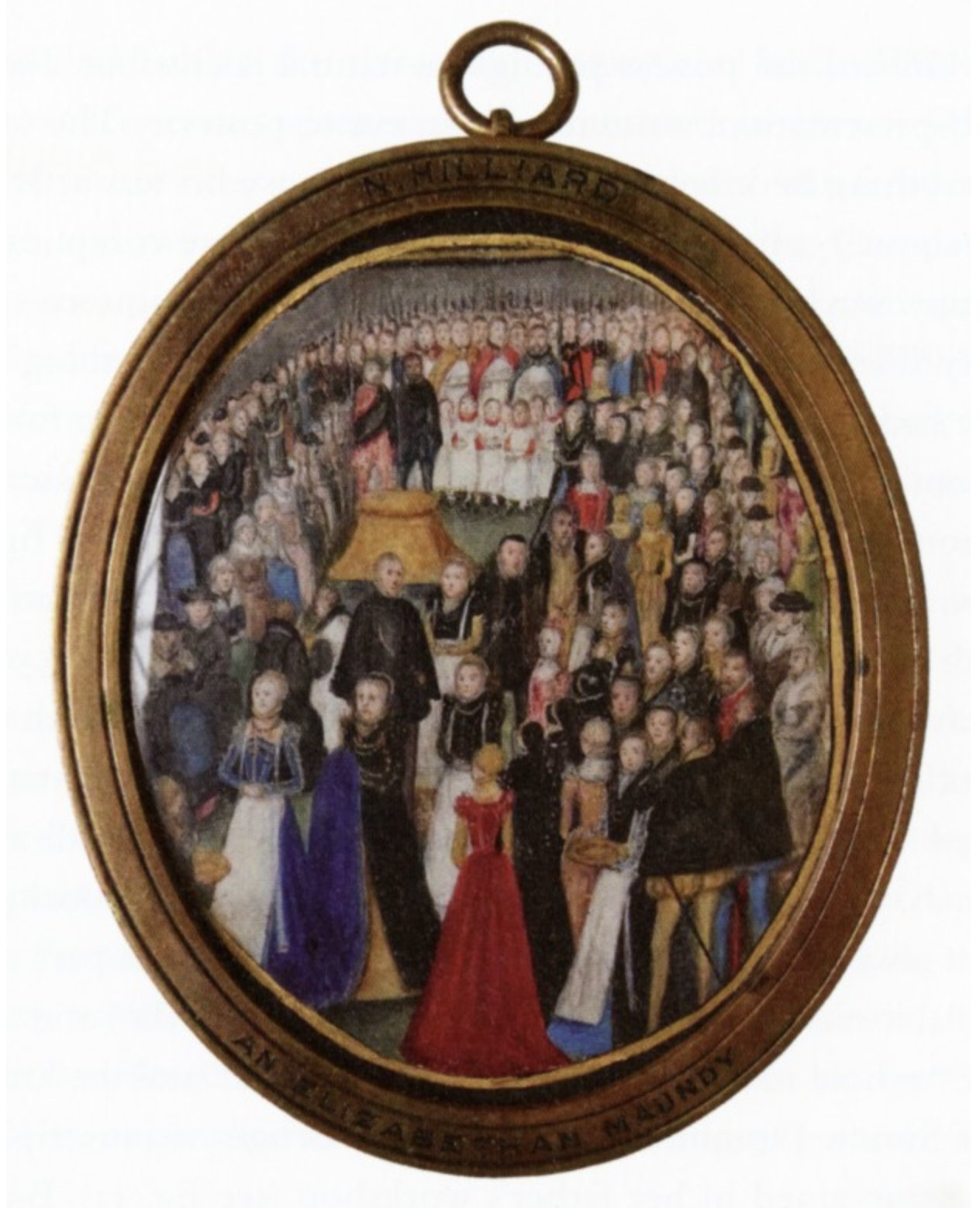
An Elizabethan Maundy, ca. 1560.

Levina Teerlinc (Brujas, años 1510 - Londres, 23 de junio de 1576) fue una miniaturista anglo-flamenca, que sirvió como pintora de cámara en la corte inglesa bajo los reyes Enrique VIII, Eduardo VI, María e Isabel I.
Fue la segunda de cinco hermanas, hijas de Simon Bening (Benninc o Benninck), un famoso iluminador de manuscritos de la escuela de Gante-Brujas. Probablemente realizó el aprendizaje con su padre, y trabajaría en su taller hasta contraer matrimonio con George Teerlinc de Blankenberge.
En 1545 se trasladó a Inglaterra junto a su esposo. Trabajó como pintora real de Enrique VIII en sustitución de Hans Holbein el Joven, recientemente fallecido. Su sueldo anual era de cuarenta libras, bastante más de lo que había cobrado Holbein. Posteriormente sirvió como gentlewoman o dama de compañía en las casas reales de María Tudor e Isabel I de Inglaterra.

## Obra

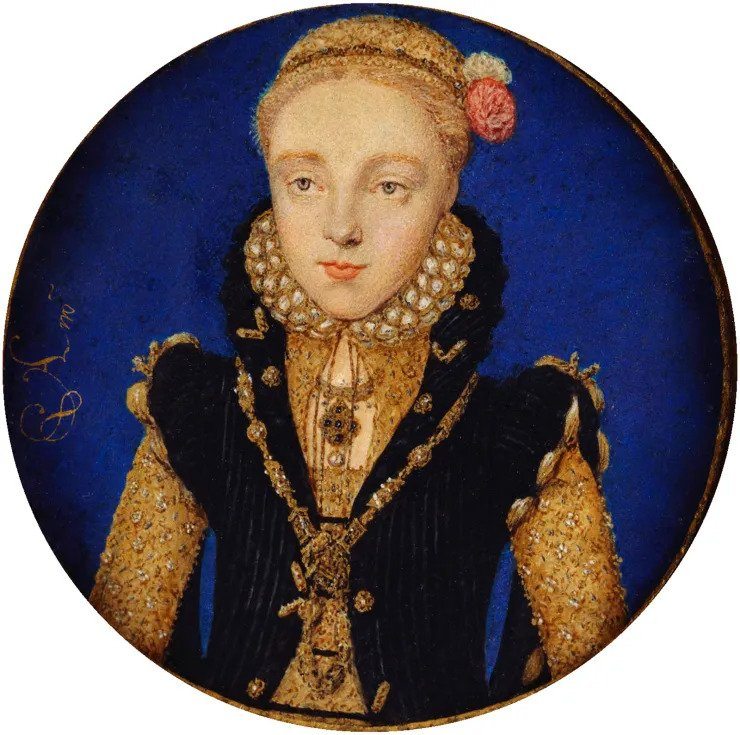
Retrato de Isabel I, ca. 1565.

Entre su obra documentada hay pinturas presentadas como regalo a los reyes en Año Nuevo, incluyendo una Trinidad para María Tudor (1553). No obstante, se hizo famosa sobre todo por los retratos en miniatura, de los que están documentados muchos para Isabel, tanto individuales como junto a personajes importantes de la corte.
Se supone que tuvo como aprendiz a Nicholas Hilliard, previamente orfebre, a quien enseñó el arte del retrato en miniatura. Hilliard se convertiría en el más afamado maestro de este arte.
La mayor parte de estas obras no han sobrevivido o, de conservarse, no se le atribuyen. De hecho, incluso las obras conservadas que se le atribuyen no tienen una atribución indubitable. Una exposición de 1983 en el Victoria and Albert Museum fue la primera ocasión en que se reunió un grupo de miniaturas atribuidas a ella. Al exhibir conjuntamente obras de Teerling con otras Lucas Hornebolte (o Lucas Horenbout), su predecesor como miniaturista de la corte, tal exposición fue especialmente útil para establecer un consenso de atribuciones. En el grupo había cinco miniaturas y dos manuscritos iluminados; incluyendo un retrato en miniatura de Lady Catalina Grey de V&A, y otro delYale Center for British Art, la Royal Collection (ambos posiblemente retratos de la joven Isabel), y colecciones privada. También es probable que diseñara el Gran Sello Real que usó María y el primero de los que usó Isabel.
Las obras que se atribuyen con mayor o menor certeza a esta pintora son:
- Levina Teerlinc, Portrait of Lady Katherine Grey, ca. 1555–60, Victoria and Albert Museum, Museum no. P.10-1979[7]
- Levina Teerlinc, Portrait of a Young Woman, 1566, Victoria and Albert Museum, Museum no. P.21-1954[8]
- Levina Teerlinc, Portrait of Mary Dudley, Lady Sidney, ca. 1575, Victoria and Albert Museum, Museum no. E.1170-1988[9]
- Levina Teerlinc?, Portrait of Queen Mary I, Collection of the Duke of Buccleuch
- Levina Teerlinc?, Portrait of a Young Woman, Collection of H.M. the Queen, Windsor Castle
- Levina Teerlinc?, Portrait of Elizabeth I in State Robes, Collection of Welbeck Abbey